# Antonio Lopez (illustratore)
Antonio Lopez (Utuado, 11 febbraio 1943 – Los Angeles, 17 marzo 1987) è stato un illustratore statunitense di origine portoricana.

## Biografia
La sua famiglia si trasferì a New York quando aveva sette anni. Studiò alla Traphagen School of Fashion, alla High School of Art and Design e al Fashion Institute of Technology, diplomandosi in illustrazione alla Traphagen School of Fashion nel 1955.
Nel 1962 iniziò a collaborare con il quotidiano Women's Wear Daily e in seguito lavorò come illustratore freelance per il New York Times. Eseguì anche lavori illustrazioni di creazioni  dello stilista Charles James. Lopez era noto come uno dei maggiori talent scout nello scoprire giovani modelle che diventarono celebri, tra cui Jessica Lange, Pat Cleveland, Grace Jones e Tina Chow. Nei primi anni della loro carriera, venivano spesso chiamate "Antonio's Girls".
Le sue illustrazioni servirono come ispirazione al fumettista di manga Hirohiko Araki, che lo ha citato spesso espressamente. Le copertine e le pin-up della serie Le bizzarre avventure di JoJo raffiguravano illustrazioni di Lopez. Il personaggio di Giorno Giovanna, una delle protagoniste, era basato su un disegno di Lopez per una copertina del New York Times.
Lopez Pubblicò diversi libri con raccolte delle sue illustrazioni, tra cui Antonio's Tales From the Thousand and One Nights, edito nel 1985. Lo stilista Marc Jacobs di ispirò a questo libro per la sua sfilata di moda "Arabian Nights" del 2007.
In settembre 2012 l'editore Rizzoli pubblicò un libro sulla sua carriera, Antonio Lopez: Fashion, Art, Sex, & Disco, di Roger Padilha e Mauricio Padilha, con una prefazione di André Leon Talley e un epilogo di Anna Sui.
Antonio Lopez morì a 44 anni in seguito a complicanze di AIDS al Ronald Reagan UCLA Medical Center di Los Angeles.